# Johan van der Veen
Johan van der Veen (Dokkum, 15 augustus 1981) is een Nederlandse singer/song-writer. Hij is bekend geworden als de mannelijke helft van Friese popduo Twarres.

## Twarres
Samen met jeugdvriendin Mirjam Timmer vormde hij het duo Twarres en dit popduo bereikte een nummer 1-hit met het nummer Wer Bisto in 2000. Wer Bisto was het eerste Friestalige nummer dat nummer 1 werd in de Nederlandse en Vlaamse hitparade.

## Geplande comeback
In 2007 besluiten Mirjam en Johan een comeback te maken met Twarres. Al heel snel blijkt dat Johan problemen heeft met zijn stem: zijn stem slaat over en hij heeft niet meer de volledige controle over zijn stem. Omdat deze problemen niet over gaan begint een onderzoek naar de reden van zijn problemen. De geplande comeback van Twarres wordt uitgesteld.

## Ataxie van Friedreich
Na enige tijd blijkt Johan de erfelijke zenuwaandoening Ataxie van Friedreich te hebben. Dat is een ongeneeslijke en onomkeerbare ziekte waarbij onder meer bewegen steeds moeilijker wordt. 
In het EO-programma Hoe is het toch met... van Bert van Leeuwen vertellen Mirjam en Johan uitgebreid over hun succes en de ziekte van Johan. Johan woont samen met zijn echtgenoot Vincent in Warga.